# Балабуха Сергій Павлович
Сергій Павлович Балабуха (3 жовтня (21 вересня) 1857 - після 1932) — революціонер-народник, журналіст, редактор.

## Біографія
Народився в м. Київ у дворянській родині. Представник відомого київського купецького роду, племінник Миколи Семеновича Балабухи. 1878 полишив навчання у Медико-хірургічній академії в Санкт-Петербурзі, щоб взяти участь у «ходінні в народ». У 1880 році за належність до революційної організації засуджений до заслання в Тобольськ (нині місто Тюменської області, РФ), яке замінено ув'язненням. Після звільнення навчався у Харківському й Казанському університетах.
1882 за участь у студентському русі висланий з м. Казань (нині столиця Татарстану, РФ) до Києва під нагляд поліції.
1885 року — один з організаторів народницького гуртка у Харкові, за що 1886 року засланий на 5 років до Сибіру. Від 1903 приєднався до Партії соціалістів-революціонерів.
Після виходу першого номера української газети "Громадське слово" (Київ, 1906) ім"я Б. подано в числі тих, хто погодився писати до газети.
Б. - автор статей про Катеринослав і Катеринославську губернію в "Словнику Гранат". До 1913 жив і працював у Катеринославі, був співробітником місцевої ліберальної газети "Южная заря". Захищав товариство "Просвіта" від нападок місцевої чорносотенної газети "Русская правда" (стаття С. Балабухи "Злобствующий национализм" у газеті "Южная заря" 7 березня 1912).
Дружина Софія Андріївна Балабуха (вул. Семінарська, 6) в цей час працювала викладачкою арифметики в Катеринославському дівочому комерційному училищі С. Степанової.
Через деякий час, після образливої для українців статті редактора "Южной зари" Андрія Єфимовича С. Балабуха вийшов з цієї редакції й переїхав до Полтави.
У 1914-15 С. Балабуха - редактор газети "Полтавский день". 1914 року скасовано штраф у 500 карбованців, накладений постановою головного управління у справах друку на редактора "Полтавского дня".
1932 року жив у Краснодарі на Кубані як персональний пенсіонер. 